# Homerova odysea
Homerova odysea (v anglickém originále Homer's Odyssey) je 3. díl 1. řady (celkem 3.) amerického animovaného seriálu Simpsonovi. Scénář napsali Jay Kogen a Wallace Wolodarsky a díl režíroval Wes Archer. V USA měl premiéru dne 21. ledna 1990 na stanici Fox Broadcasting Company a v Česku byl poprvé vysílán 22. ledna 1993 na stanici ČT1. V tomto díle se poprvé objevuje mimo jiné Waylon Smithers, který byl ale kvůli chybě v animaci zobrazen jako Afroameričan. V následujícím díle už měl kůži žlutou, jelikož by to mohlo vyvolat různé kontroverze kvůli jeho roli „poskoka“.

## Děj
Paní Krabappelová vezme Bartovu třídu na exkurzi do Springfieldské jaderné elektrárny. Když na Homera Bart zamává, on rozrušeně narazí elektrickým vozíkem do chladicího ventilu a je vyhozen. Homer neúspěšně hledá novou práci. Cítí se jako neúspěšný, napíše dopis rodině a rozhodne se spáchat sebevraždu tím, že k sobě připevní balvan a skočí z mostu. 
Jeho rodina spěchá na most, aby ho zachránila, ale málem je přejede rychle jedoucí kamion. Homer je včas odtáhne do bezpečí a náhle ho naplní nový důvod k životu: umístit na nebezpečnou křižovatku značku Stop. Po úspěšné petici u městské rady se Homer vydává na křížovou výpravu za veřejnou bezpečnost, která zahrnuje umístění zpomalovacích prahů a výstražných značek po celém městě. 
Když se Homer nespokojí s vlastním úsilím, pustí se do největšího nebezpečí ve Springfieldu, do jaderné elektrárny. Poté, co Homer získá lidi pro svou věc, rozhodne se pan Burns ukončit rozruch, který vyvolává, a nabídne mu nové místo inspektora bezpečnosti elektrárny spolu s vyšším platem. Homer, rozpolcený mezi svými zásadami a živobytím, se slzami v očích sdělí svým stoupencům, že od této chvíle musí bojovat sám, a práci přijme.

## Produkce
Waylon Smithers se poprvé objevuje v této epizodě, v premiéře seriálu ho bylo pouze slyšet přes reproduktor. Při jeho prvním vizuálním výskytu byl omylem animován špatnou barvou a Györgyi Peluce, stylista barev, z něj udělal Afroameričana. David Silverman prohlásil, že Smithers byl vždy zamýšlen jako „bílý patolízal pana Burnse“, a štáb si myslel, že „by nebylo dobré mít černou podřízenou postavu“, a tak mu pro další epizodu změnil zamýšlenou barvu. Smithersův odstín pleti byl později vysvětlen jako „extrémní opálení“.
V této epizodě se krátce objeví tříoká ryba Blinky; později se stane důležitou v dílu 2. řady Kdo s koho. Pozoruhodné je také to, že Marge byla v tomto scénáři původně nazvána Juliette jako pocta Romeovi a Julii. V této epizodě je poprvé zmíněna Homerova prostřední iniciála J. Podle Matta Groeninga šlo o odkaz na losa Bullwinklea. Kromě toho se v tomto dílu poprvé objevily následující postavy: Otto Mann, náčelník Wiggum, Jasper Beardsley, Sam a Larry, pan a paní Winfieldovi a Sherri a Terri.
Název epizody pochází z řeckého eposu Odysseia, jenž je tradičně připisován legendárnímu básníkovi Homérovi. V autobuse Bart zpívá „John Henry was a Steel Driving Man“, americkou lidovou píseň o hrdinovi dělnické třídy z 19. století, který stavěl železnice v horách Západní Virginie.

## Přijetí
V původním vysílání se díl umístil na 28. místě ve sledovanosti v týdnu od 15. do 21. ledna 1990 s ratingem Nielsenu 14,9, což odpovídá přibližně 13,7 milionu diváckých domácností. V tom týdnu se jednalo o nejsledovanější pořad na stanici Fox, který předstihl pořad Ženatý se závazky.
Po odvysílání se epizoda dočkala smíšených hodnocení od televizních kritiků. Warren Martyn a Adrian Wood, autoři knihy I Can't Believe It's a Bigger and Better Updated Unofficial Simpsons Guid, uvedli, že „příběh na konci spíše vyšumí, ale je zde mnoho dobrých momentů, zejména v elektrárně“.
Colin Jacobson z DVD Movie Guide v recenzi uvedl, že epizoda je z prvních šesti dílů „možná nejlepší“ a že „trochu trpí zvláštním tónem, protože postavy se ještě nestačily usadit. Přesto působí překvapivě chytře a vtipně.“
V září 2001 David B. Grelck v DVD recenzi 1. řady ohodnotil epizodu známkou 1,5 z 5 a označil ji za „nejhorší díl první řady“ a pokračoval, že je „pozoruhodná tím, že představuje pana Burnse a (podivně afroamerického) Smitherse, ale jinak je nudná a kazatelská“.

## Domácí média
Epizoda byla poprvé vydána na domácím videu ve Spojeném království, jako součást VHS vydání s názvem The Simpsons Collection spolu s šestým dílem řady Smutná Líza. Ve Spojeném království byla znovu vydána jako součást VHS boxu kompletní první řady, vydaného v listopadu 1999.
Ve Spojených státech se epizoda dočkala vydání na domácím videu jako součást DVD sady The Simpsons Season One, která vyšla 25. září 2001. Groening, Archer, Kogen a Wolodarsky se podíleli na komentáři k DVD. Dne 20. prosince 2010 byla ve Spojených státech vydána digitální edice první řady seriálu obsahující tuto epizodu, a to prostřednictvím Amazon Video a iTunes.